# Football au Mexique
Le football au Mexique est le sport le plus populaire et dont la pratique est la plus répandue.
Importé d'Angleterre au début du XXe siècle par les marchands britanniques, le football s'installe d'abord la région de Veracruz, de Pachuca et de Real del Monte avant d'investir la capitale mexicaine dès 1902.
Née en 1922 de fédérations concurrentes, la Fédération mexicaine de football compte aujourd'hui environ 1 000 clubs de football. Elle organise les compétitions nationales et les matchs internationaux de l'équipe du Mexique, qui a remporté la Coupe des confédérations en 1999 et la Gold Cup en 1965, 1971, 1977, 1993, 1996, 1998, 2003, 2009 et 2011.
Le pays compte quatre divisions de championnat professionnel (Primera División, Liga de ascenso, Segunda División et Tercera División), organisé par la Fédération mexicaine de football (FMF) à l'exception des deux premières divisions régies par un organisme indépendant qui organise également une compétition à élimination directe, la Copa México, ouverte à tous les clubs participants à l'un des deux premières divisions.

## Histoire

### Les débuts du football mexicain
C'est en 1898, dans la ville d'Orizaba de l'État mexicain de Veracruz, qu'est fondé l'Albinegros de Orizaba (en), un club sportif avec de multiples sections comme le cricket et bien d'autres sports. Mais ce n'est qu'en 1901 que la première équipe de football mexicaine apparut dans cette ville, dirigée par Duncan Macomish un entraîneur écossais. Durant l'année 1901, des techniciens britanniques prennent en charge les comptoirs de Pachuca et de Real del Monte et fondent Atletic Club Pachuca.
Peu de temps après, la capitale, Mexico, connaît également la formation de son premier club de football, le México Cricket Club (es) en 1901, suivi dès 1902 par le Reforma Athletic Club (en) et le British Club (en) composés exclusivement d'Anglais. Enfin en 1906, le Belge Edgar Everaert (en) créé à Guadalajara le Club Deportivo de Guadalajara.
En 1902 est créé la Liga Amateur, comprenant cinq équipes: l'Albinegros de Orizaba (en), l'Atletic Club Pachuca, le Reforma Athletic Club (en), le México Cricket Club (es) et le British Club (en). Au terme de ce tournoi, c'est l'Albinegros de Orizaba (en) qui est sacré premier champion de football du Mexique.

### L'ère amateur
Cette période de l'histoire du football mexicain met en évidence plusieurs tournois régionaux divisés dans les différents états mexicains.

#### Le District Fédéral
La Liga Amateur del Distrito Federal (Le Distrito Federal et ses alentours) a été dominé durant la première moitié du XXe siècle par des clubs composés essentiellement de joueurs espagnols et anglais, principalement par le Real Club España avec 13 titres et par le Reforma Athletic Club (en) avec 6 titres. Percy C. Clifford et Robert J. Blackmoore sont les deux principaux acteurs du nouvel élan donné au football mexicain dans les années qui suivirent. Ils éclaircirent les règles du jeu et mirent en place les premières réglementations. L'anglais Alfred Crowle, qui jouait à Pachuca depuis 1908, a également eu une influence considérable sur ce sport au Mexique.
En 1910 est fondé le México FC (en), première équipe de football formée par des Mexicains et dirigée par Alfredo B. Cuellar, Jorge Gómez de Parada et Alberto Sierra. De nombreuses équipes verront alors le jour issues des colonies de pays étranger : l'Amicale Française en 1911, les Rovers et le Real Club España en 1912, le Centro Deportivo Español en 1914, le Germania FV (en) en 1915, la Catalogne en 1917, l'Asturias FC (en) en 1918 et la Aurrera en 1919.
Le Club América, fondé par l'union de deux collèges Maristes en 1916, est devenue la première grande équipe de la capitale à intégrer des joueurs mexicains et à remporter quatre titres de champion consécutifs entre 1924 et 1928. De la fusion de Sinaloa, Lusitania, Condesa et de l'U53 est né en 1916, le CF Atlante, dont les membres étaient principalement issus de la classe ouvrière, les dirigeants du club étaient les frères Trinidad et Refugio Martínez. De la même manière entre 1918 et 1920 les clubs Cuenta y Administración, Guerra y Marina et Son-Sin créeront El Esparta qui sera renommé plus tard Club Deportivo Marte. Cependant, cette brillante équipe n'a jamais été populaire dans la capitale et ne le sera pas plus lorsqu'ils s'installeront à Cuernavaca. Le Club Necaxa est fondé en 1923 par des membres de la Société de Luz y Fuerza del Centro et a été dominateur lors des années 1930. Plus connue à l'époque sous le nom des 11 frères, il a remporté quatre fois le tournoi et à deux reprises la coupe du Mexique. Dans les rangs de cette fabuleuse équipe jouait la légende du football amateur de l'époque: Horacio Casarín.

#### La Liga de Jalisco
La Liga Amateur de Jalisco, communément appelée la Ligue de l'Ouest, a été créée par la Fédération occidentale des sports amateurs qui a été fondée avant la Fédération mexicaine de football, et a été disputée entre les 1908 et 1943 par plusieurs équipes de Guadalajara et de ses environs. Parmi ses équipes, le CF Atlas et le Club Deportivo de Guadalajara ont été les équipes dominantes, leur rivalité est la plus ancienne des rivalités entre clubs de football mexicain.
La Liga de Jalisco a été le premier tournoi dans le pays à avoir un système de niveau. En effet, dès la création de cette compétition il existe une Segunda Fuerza qui est une seconde division du championnat. Au fil du temps apparait une Tercera Fuerza et peu de temps après une nouvelle catégorie appelée Intermedia se trouvant entre la Primera et la Segunda Fuerza. Ce qui a permis à plusieurs équipes d'organiser de façon indépendante des matchs face aux équipes B des grands clubs de Guadalajara : le Club Deportivo de Guadalajara, le CF Atlas, le Club Oro de Jalisco et le Club Deportivo Nacional (en). Enfin, avec le temps est venu la Cuarta Fuerza et les autres compétitions appelées Fuerzas Básicas, allant des Juvenil (jeunes) aux Infantil (enfants).
En 1939, la Fédération occidentale des sports amateurs avait déjà plus de 95 équipes inscrites. Cependant quelques grandes équipes de la Liga avait déjà disparu, comme le Club Deportivo Colón (es), le Club Marte, le Club Liceo (es) ou l'Atlético Occidental (es), et avait été remplacé par d'autres grandes équipes comme le Club Deportivo Río Grande (es), le Club Deportivo Imperio (es) ou le Club Deportivo Corona (es). La puissance qu'atteint le football à Jalisco dans ces années-là était telle que les clubs de la capitale restructurèrent la totalité de leurs équipes avec exclusivement des indigènes évoluant dans ce championnat, des équipes telles que le Club Deportivo Marte et le Club Necaxa incitaient les joueurs à quitter leur domicile pour aller jouer dans la capitale. Elles pouvaient en effet offrir de meilleures conditions de travail que celles offertes par les clubs de football de Jalisco. C'est ainsi que les grandes stars de la Ligua amateur de Jalisco partirent joué dans la Liga Amateur del Distrito Federal avec plus ou moins de réussite. Parmi eux, Lorenzo Camarena, Hilario López, Ignacio Ávila (es), Pichojos Perez ou encore Tomás Lozano (es) réalisèrent de grandes carrières dans la capitale.
Une autre preuve de l'influence du football issue de Jalisco est la domination dans la Liga Amateur del Distrito Federal durant les années 1930 d'une équipe composée à cent pour cent de joueur issus de cet état, il s'agissait de l'équipe des 11 frères dont il a été question précédemment. La croissance importante du football à Jalisco conduit les organisateurs de la Liga Amateur del Distrito Federal à proposer une alliance à la Ligua amateur de Jalisco. Ainsi une sélection de joueurs de Jalisco (es) participa à la Liga de la capitale, ceci ayant pour but d'augmenter l'attractivité de la compétition et ainsi les entrées aux stades. Cette sélection connue pour sa Franja Dorada sur la poitrine s'est rendue à Mexico en espérant y faire bonne figure face aux riches clubs composés principalement de joueurs étrangers comme le Real Club España, l'Asturias FC (en) ou encore le Moctezuma de Orizaba (en) alors que l'équipe issue de Jalisco n'était payée qu'entre 3 à 5 pesos au match joué.
Malgré cela, pour cette première saison, la Selection de Jalisco (es) remplit parfaitement son contrat en terminant en tête de la première phase du championnat, un point devant le CF Atlante et avec seulement trois points de perdus : un 0-0 contre l'Asturias FC (en) à Guadalajara et une défaite 5-2 contre le CF Atlante dans le stade des Asturies. Toutefois, par manque de condition physique, l'équipe n'a pas pu continuer sur cette lancée et n'a pris que 4 des 12 points de la seconde phase du championnat, terminant ainsi à la quatrième place du classement général. Cependant, cette ouverture fut le premier pas vers la création d'un championnat national.

#### La Liga Veracruzana
Autre championnat régional important de cette époque, la Liga Veracruzana, également appelée Ligue du Sud, qui a été fondée en 1915 et a été largement dominée par les équipes du Veracruz Sporting Club et de l'Iberia de Córdoba, fondées respectivement en 1908 et en 1915. L'Iberia de Córdoba a principalement fait appel à des joueurs d'expérience issus du championnat Espagnol. Les propriétaires du club étaient les frères Olivarrieta qui virent leurs onze joueurs s'imposer pour la première fois en 1918. Le maillot de l'équipe était Albinegros : un manteau de couleur blanche avec des sous-vêtements noirs. Le Veracruz Sporting Club a quant à lui été fondé par des hommes d'affaires espagnols et dirigé par les frères Angel et Mariano Rivera. Vêtu d'un maillot rouge l'équipe a dominé le championnat dès ses débuts jusque dans les années 1920. En 1931, le club a été invité à participer à la Liga Amateur del Distrito Federal à la suite de problèmes internes au championnat qui vit le départ des clubs du México FC (en) et du Real Club España. Cependant, le club n'y évolua que deux saisons avant de revenir en Ligue du Sud dès 1933.
Dans le port de Veracruz existait une autre équipe qui portait également le nom d'Iberia. Fondée sous les couleurs du bleu océan elle a été l'équipe représentant la classe populaire de la ville. En 1918, le club change de nom et devient le Club España de Veracruz et rejoindra rapidement la Liga Amateur del Distrito Federal lorsque le Real Club España leur propose de remplacer l'équipe « B » du club. Cependant, après des performances décevantes dans le championnat de la capitale, cinq victoires en vingt-huit matchs, le club revient jouer en Ligue du Sud quand, en 1922, les organisateurs de la Liga Amateur del Distrito Federal décide qu'une seule équipe par club peut concourir au sein de la ligue. En 1943 la fusion du Club España de Veracruz et du Veracruz Sporting Club permet l'apparition du Club Deportivo de Veracruz.

#### La Liga de Guanajuato
Un autre championnat important s'est développé dans l'État de Guanajuato, à la suite de la création en 1911 dans la ville d'Irapuato du premier club de sport consacré au football. Alors que plusieurs grands clubs comme le Mutualista ou les Tigres existait déjà à Irapuato, le football s'est développé beaucoup plus tard à León (plus grande ville de l'état). Il fallut attendre 1922 pour voir apparaitre le premier club de football amateur dans cette ville sous le nom d'Atlético León. C'est le 20 janvier 1922 que la première compétition entre les clubs des deux villes eut lieu. La confrontation s'est jouée au Stade Hidalgo entre les Tigres et l'Atlético León. Après une série de trois matchs, c'est le club d'Irapuato qui remporta le premier titre régional. Cette confrontation entraina la création de sept nouvelles équipes et en 1924 le premier championnat amateur de León opposa l'Atlético León à México, Iturralde, Obrero, Nacional et Hidalgo.
En 1931, la fédération de football de l'état décide de fusionner tous les championnats locaux, en fusionnant les championnats amateurs de León et d'Irapuato. La première finale de cette nouvelle compétition oppose l'Unión de Curtidores (en) à l'Isco remportée par ces derniers, ce qui leur permit de participer au championnat national Revolution qu'ils remportèrent également. Ils purent ainsi jouer un match contre l'équipe nationale mexicaine. De son côté, l'Unión de Curtidores (en) décide de quitter León pour créer le premier club de football amateur de Guanajuato, qui atteindra le championnat national en 1942. Cette notoriété leur permettra de forcer le gouverneur de l'état, Enrique Fernandez Martinez, à construire de meilleurs stades de football. C'est ainsi que naquirent le Stade de la Révolution à Irapuato et le Stade d'Enrique Fernandez Martinez à León. Les équipes telles que le Deportivo Irapuato, l'Unión de Curtidores (en) et le Club San Sebastián de León (es), ont permis à cette région d'être reconnue footballistiquement et d'avoir un représentant dans le championnat professionnel dès 1944.

#### La Liga de Nuevo León
Dans le Nord de la république plusieurs championnats amateurs sont mis en valeur, parmi eux la Liga de Nuevo León fondée en 1922. Les premiers matches disputés dans cette région se déroulèrent sur « L'hippodrome », à côté de la vieille verrerie de Monterrey, apparaissent ainsi les premières équipes : Atlas, Instituto Laurens et Colegio Civil.
Le premier championnat de Nuevo León a été organisé en 1922, avec les équipes de l'Atlas, du Mexico, du Club de Futbol Monterrey et du Colegio Civil. Le premier match de cette compétition opposa le Colegio Civil et le CF Monterrey qui s'est terminé sur un score nul et vierge de 0-0. Le 8 septembre 1936 a été fondée l'Association de football du Nuevo León, Michael Pena Gomez en fut le premier président. Le 23 novembre 1936 l'association a organisé les premiers championnats de première, deuxième et troisième division de Nuevo León. Durant les années 1940, les matchs de football se jouait dans de le Stade Bachelors, du Colegio Civil, avec des billets coutant deux dollars l'entrée. Finalement le 9 juin 1945, le CF Monterrey rejoint le championnat national mexicain.

#### La Liga de la Comarca Lagunera
Dans le même temps, dans la région de la Comarca Lagunera (en), un autre championnat amateur prenait son envol. Les premiers à « porter les bottes » dans cette région étaient des joueurs originaires d'Espagne, mais durant la révolution mexicaine, un groupe de jeunes issus de la mère patrie ont décidé de former une équipe de football nommée Victoria. Au cours du temps, une autre équipe a été formée dans la région sous le nom de National, un nom parfaitement adapté puisque le groupe était composé essentiellement de joueurs nés au Mexique. C'est ainsi que débuta la « guerre civile » entre les Hispaniques du Victoria et les Indiens du National. Deux ans plus tard, en 1919, le championnat augmenta de volume avec l'apparition d'autres équipes : le Santa Teresa et le Club España de La Laguna.
L'équipe du Nacional lagunero se fit remarquer par les renforts de plusieurs joueurs venus de Guadalajara : Ángel Bolumar (es), les frères Anastasio (es) et Gerónimo Prieto (es) et le gardien Juan Rodriguez, que l'on surnomma les Inditos alors que l'España de La Laguna était régulièrement renforcée avec des joueurs espagnols du Real Club España. Les matchs opposant le Nacional lagunero et l'España de La Laguna devinrent rapidement un classico, qui permit la reconnaissance du football de l'état hors de ses frontières. Ce championnat permit d'améliorer l'entente entre les peuples de la Laguna, jusqu'à la création du groupe appelé Asociación Impulsora del Fútbol en Laguna, qui appuya de manière unique le club de Torreón alors peu connu comme représentant de l'état dans les tournois nationaux, d'autres équipes demandèrent également leur adhésion à la Liga Amateur de Jalisco et au championnat national. Si la plupart accédèrent au premier, il n'en fut pas de même pour le second. Néanmoins cet essor permit l'émergence de nouveaux clubs dans la région tel que le Lequeito, le Banjidal, le Riva Palacio et les Asturies.

### Le premier championnat national
Le premier championnat national, El Campeonato del Centernario, a eu lieu en 1921 dans le cadre des festivités commémorant l'accession à l'indépendance du Mexique. Les clubs suivant ont participé à cette grande première : le Germania FV (en), le Real Club España, l'Asturias FC (en), le Club América, le México FC (en), le Deportivo Internacional, l'Amicale Française et le Luz y Fuerza del Centro pour les clubs de la capitale et les meilleurs clubs des autres états mexicains, le Veracruz Sporting Club, l'Iberia de Córdoba, l'Albinegros de Orizaba (en), le CF Atlas, le Club Deportivo de Guadalajara et le CF Pachuca. C'est le Real Club España qui remporta cette première édition.

### La Copa
La Copa México apparaît pour la première fois en 1907 sous le nom de Copa Tower en grande partie grâce à Reginald Tower, l'ambassadeur d'Angleterre au Mexique. Ce tournoi incorpore seulement les clubs de Mexico et de ses environs et a été remporter par le CF Pachuca. En 1919 le Real Club España est le dernier à remporter ce trophée remplacer par la Copa Eliminatoria. Avec la fondation de la Fédération mexicaine de football, le trophée change une nouvelle fois de nom en 1932 et devient la Copa México. Ce projet voit le jour grâce à ^^l'appui du président du Mexique, Lázaro Cárdenas, et sa première édition est remportée par le Club Necaxa.

### L'époque moderne
Le dimanche 17 octobre 1943, dix équipes ont commencé à jouer la première saison de l'ère professionnelle, ces équipes provenaient de trois États : le District fédéral (le Club América, le Real Club España, l'Asturias FC (en), le CF Atlante et le Club Deportivo Marte), Jalisco (le Club Deportivo de Guadalajara et le CF Atlas) et Veracruz (l'Albinegros de Orizaba (en), le Club Deportivo de Veracruz et le Moctezuma de Orizaba (en)).
Mise à part le championnat, plusieurs tournois sont joués avec plus ou moins de régularité comme la Copa México (1943-1976, 1987-1992, 1994-1997 et depuis 2012) et le Campeón de Campeones (1942-1976, 1987-1992 et 2002-2006). Les clubs avec les plus beaux palmarès sont le Club América (11 titres de champions, 5 coupes et 5 titres de Campeón de Campeones) et le CD Guadalajara (11 titres de champions, 2 coupes et 7 titres de Campeón de Campeones).
L'augmentation du nombre d'équipes en Primera División et l'augmentation de la popularité de ce sport ont peu à peu permis la naissance de la Segunda División en 1951, de la Tercera División en 1967 et dans les années 1990, la Primera División A, les tournois régionaux et la Superliga féminine (es).

## Sélections nationales
L'équipe du Mexique de football et l'équipe du Mexique de football féminin représentent le Mexique dans les compétitions internationales.
Les origines de l'équipe masculine remontent aux années 1920. Elle va, tout au long de son histoire, démontrer qu'elle est la meilleure équipe de la zone CONCACAF, remportant pas moins de six titres aux Jeux d'Amérique centrale et des Caraïbes, quatre titres aux Jeux panaméricains ainsi que neuf titres de champion de la CONCACAF et trois Championnat nord-américain des nations. Mais le titre le plus prestigieux de la sélection mexicaine est sans nul doute celui de la Coupe des confédérations 1999 qu'elle remporte à domicile face au Brésil. La Verde a participé à la Coupe du monde à quinze reprises et a obtenu ses meilleurs résultats lors de deux éditions que le pays a accueilli en atteignant les quarts de finale en 1970 et 1986. Le classement FIFA le plus élevé de la sélection est une 4e place occupée en février 1998.
L'équipe féminine a été créée dans les années 1990, elle est considérée comme l'une des meilleures nations de la zone CONCACAF après les États-Unis et le Canada. Elle s'est qualifié pour la coupe du monde à deux reprises en 1999 et en 2011 ainsi qu'une fois aux Jeux olympiques en 2004, enfin sa meilleure performance en Championnat féminin de la CONCACAF est une place de finaliste en 1998 et en 2010.
Les équipes de jeunes ont aussi leur histoire, l'Équipe du Mexique olympique (-23 ans) a remporté les jeux olympiques en 2012, alors que l'Équipe du Mexique des moins de 17 ans a remporté à deux reprises la coupe du monde de leur catégorie en 2005 et en 2011.

## Organisation des compétitions

### Compétitions internationales
Le Club América a été la première équipe mexicaine à réaliser une tournée internationale en janvier 1923. Le CSD Colo-Colo est quant à lui le premier club étranger à venir disputer un match au Mexique, lors d'une tournée en 1927 qui se conclut par six victoires dont une contre le Club Necaxa, et une défaite contre le Real Club España. En 1957 débute ce que l'on appellera les Séries internationales qui sont des compétitions à quatre, cinq ou huit qui sont organisées sur le territoire national avec la participation des deux ou trois meilleurs clubs mexicains et plusieurs équipes étrangères ; principalement sud-américaine.
Du 26 février au 17 mars de 1956 se déroule au Mexique le deuxième Championnat panaméricain de football, qui est le premier tournoi international officiel d'importance qu'organise le pays (le Mexique ayant accueilli le Championnat nord-américain des nations 1949). Le premier match disputé était une confrontation entre le Mexique et le Costa Rica. Depuis, le Mexique a accueilli de nombreux autres tournois internationaux organisé par la FIFA ou la CONCACAF, comme les coupes du monde de football en 1970 et 1986, le Tournoi olympique en 1968, le Mondial des moins de 20 ans en 1983, la Coupe des confédérations 1999, la Coupe des nations de la CONCACAF en 1977, le Mondial des moins de 17 ans en 2011 et à de nombreuses reprises la Gold Cup.
À partir de 1962, un an après la fondation de la CONCACAF, les clubs mexicains avec le CD Guadalajara ont participé à la Coupe des clubs champions de la CONCACAF. Ce tournoi est encore aujourd'hui dominés par les clubs mexicains puisqu'ils ont remporté trente des quarante-neuf titres disputés et que le club le plus titré n'est autre que le CD Cruz Azul avec six titres de champion de la CONCACAF.
En tant que champion de la CONCACAF, le Club América et les Pumas UNAM affrontent les vainqueurs de la Copa Libertadores et remporte la Copa Interamericana respectivement en 1978 contre le Boca Juniors et en 1991 contre le Club Olimpia pour le premier et en 1980 contre le Club Nacional pour le second. En 1998, le Club América et du CD Guadalajara sont les premiers clubs à participer à la Copa Libertadores. Depuis, seulement le Club América, le CD Guadalajara et le CD Cruz Azul ont atteint les demi-finales de la compétition et uniquement les deux derniers ont atteint la finale. Entre 2003 et 2008 les clubs mexicains participent également à la Copa Sudamericana, le Pumas UNAM, le CF Pachuca et le Club América atteignent la finale en 2005, 2006 et 2007.

### Championnats nationaux
Le football est géré au Mexique par la Fédération mexicaine de football (FMF) fondée le 23 août 1922 à la suite de la fusion de plusieurs organismes appelés Liga. Cette institution est responsable de l'organisation, la validation et des réglementations des compétitions, des clubs, des joueurs et des arbitres de niveau professionnel et amateur du football mexicain. Elle est affiliée à la FIFA depuis 1929 et à la CONCACAF comme membre fondateur depuis 1961,.
La fédération, au travers de son système national de formation, offre un certain nombre de cours de formation et a à sacharge l'école d'arbitrage, l'école d’entraîneur et l'école de préparateur physique, organisant également des congrès et séminaires aux niveaux national et international. Depuis la saison 1942-1943 jusqu'au tournoi México 1970, les championnats se disputaient sous la forme de ligue. Depuis, s'est ajouté à la fin du tournoi un système à élimination directe appelé Liguilla. En 1996 est également introduit le système de tournois semestriels appelés Apertura et Clausura, typique des organisations de football sud-américaine.
| De        | À         | Niveau I         | Niveau II        | Niveau III              | Niveau IV               | Niveau V         | Niveau VI |
| --------- | --------- | ---------------- | ---------------- | ----------------------- | ----------------------- | ---------------- | --------- |
| 1902-1903 | 1942-1943 | Ligas            |                  |                         |                         |                  |           |
| 1943-1944 | 1949-1950 | Primera División | Ligas            |                         |                         |                  |           |
| 1950-1951 | 1966-1967 | Primera División | Segunda División | Ligas                   |                         |                  |           |
| 1967-1968 | 1993-1994 | Primera División | Segunda División | Tercera División        | Ligas                   |                  |           |
| 1994-1995 | 2007-2008 | Primera División | Liga de Ascenso  | Segunda División        | Tercera División        | Ligas            |           |
| 2008-2009 | ...       | Primera División | Liga de Ascenso  | Liga Premier de Ascenso | Liga de Nuevos Talentos | Tercera División | Ligas     |

| De        | À   | Niveau I       | Niveau II    | Niveau III | Niveau IV | Niveau V | Niveau VI |
| --------- | --- | -------------- | ------------ | ---------- | --------- | -------- | --------- |
| 2007-2008 | ... | Superliga (es) | Liga Premier | Ligas      |           |          |           |

- Championnat national professionnel
- Championnat national amateur
- Championnat régional amateur
- Pas de promotion/relégation

| Niveau | Championnat                                                       |
| ------ | ----------------------------------------------------------------- |
| 1      | Primera División 18 clubs Statut professionnel                    |
| 2      | Liga de Ascenso 14 clubs Statut professionnel                     |
| 3      | Liga Premier de Ascenso 27 clubs (2 groupes) Statut professionnel |
| 4      | Liga de Nuevos Talentos 28 clubs (2 groupes) Statut professionnel |
| 5      | Tercera División 216 clubs (14 groupes) Statut professionnel      |
| 6      | 33 Ligas Statut amateur                                           |

| Niveau | Championnat                            |
| ------ | -------------------------------------- |
| 1      | Superliga (es) 24 clubs Statut amateur |
| 2      | Liga Premier Statut amateur            |
| 3      | 33 Ligas Statut amateur                |

## Stades
Le plus grand stade mexicain de football est le Stade Azteca avec quelque 105 094 places assises. Ce stade de Mexico est le premier stade du monde à avoir accueilli deux finales de la Coupe du monde de football, la première remportée par l'équipe du Brésil de Pelé en 1970, la seconde par l'équipe d'Argentine de Diego Maradona en 1986.
Le Club América est le club résident de ce stade, néanmoins les autres clubs de Mexico y jouent quelquefois pour des derbys ou en Copa Libertadores. Les autres grands stades du Mexique sont le Stade olympique universitaire (63 183 places) antre des Pumas UNAM, suivi du Stade Jalisco (56 713 places), qui accueille plusieurs clubs de Guadalajara, et du Stade Cuauhtémoc (46 912 places) à Puebla.